# 尼古拉·卡普斯京
尼古拉·吉尔舍维奇·卡普斯京（俄語：Николай Гиршевич Капустин，羅馬化：Nikolai Girshevich Kapustin，俄語發音：[kɐˈpustʲɪn]；1937年11月22日—2020年7月2日），前苏联至俄罗斯时期作曲家与钢琴家，他曾与奥列格·伦德斯特列姆交响乐团等苏联早期爵士乐团合作。他常用爵士与古典的融合风格进行创作，这种融合的风格大多现于他的钢琴作品中。

## 生平

### 早年
卡普斯京出生于前苏联加盟国之一乌克兰苏维埃社会主义共和国的戈尔洛夫卡，他的父亲在他四岁时参加了二战，随后卡普斯京和他的姐姐随母亲与祖母移居到了吉尔吉斯斯坦的托克莫克。卡普斯京在13岁时创作了他第一首钢琴奏鸣曲，从14岁开始跟随阿夫列利安·鲁巴克（Avrelian Rubakh，费利克斯·布鲁门费尔德的学生之一）学习钢琴，在1945年认识了爵士乐并产生兴趣后得到了老师的支持。1956年起，卡普斯京在莫斯科音乐学院跟随亚历山大·戈登威泽学习并于1961年毕业，毕业演奏的曲目包括谢尔盖·普罗科菲耶夫的第二钢琴协奏曲。

### 创作生涯
在20世纪50年代，卡普斯京作为爵士音乐家、作曲家与编曲家而闻名，他与他的五重奏乐团每月都会在莫斯科的一家高档餐厅定期演奏，此外，他还曾与尤里·绍尔斯基与奥列格·伦德斯特列姆的乐团有过合作。卡普斯京在创作中常融合传统古典音乐的创作手法与爵士乐的即兴演奏方法，将爵士乐的风格包含于古典音乐的框架中。例如他创作于1977年的作品旧式风格组曲（Suite in the Old Style, Op. 28），尽管听起来像是即兴弹奏的爵士，但实际上是仿效了巴赫的帕蒂塔组曲所进行的创作，他所创作的“融合音乐”还包括《24首爵士风格前奏曲》（24 Preludes in Jazz Style, Op. 53）、《24首前奏曲与赋格》（24 Preludes and Fugues, Op. 82）、《小奏鸣曲》（Sonatina, Op. 100）等。
卡普斯京将自己视为一位作曲家，而非爵士音乐家，他曾说：“我从来就不是一位爵士音乐家，我也从来没有尝试去成为一位真正的爵士钢琴家，只是我在作曲中不得不这样做。我对即兴演奏并不感兴趣，而没有即兴创作的爵士音乐家还谈得上是爵士音乐家吗？我所有的‘即兴’都是创作好了的，用来改善我的作品。”
纵观卡普斯京的创作生涯，他创作了20首钢琴奏鸣曲、6部钢琴协奏曲、多部其他器乐协奏曲、多组钢琴变奏曲、练习曲与音乐会练习曲等。
卡普斯京常演奏自己的作品，其录音已由多家唱片公司出版。他的作品也被很多著名钢琴家演奏过，如柳德米尔·安戈洛夫（Ludmil Angelov）、马克-安德烈·哈梅林、川上昌裕、托马斯·洪、尼古拉·彼得罗夫、斯蒂芬·奥斯伯恩、宋悦云、瓦季姆·鲁坚科等。恩里科·丁度与埃卡特·伦格等大提琴演奏家也演奏过卡普斯京的作品。

### 逝世
卡普斯京于2020年7月2日在莫斯科逝世，享年82岁。

## 家庭
卡普斯京育有两子，其中一位是理论物理学家安东·卡普斯京。